# ルワンダの鉄道
ルワンダの鉄道では、ルワンダにおける鉄道について記す。2025年現在、鉄道は運行されていない。

## 隣接国との鉄道接続状況
- タンザニア - 接続なし
- コンゴ民主共和国 - 接続なし
- ブルンジ - 接続なし
- ウガンダ - 接続なし